# Ортогональні функції
Ортогональні функції в математиці належать функційному простору (це векторний простір з білінійною формою). 
Якщо областю визначення функцій цього простору є інтервал, білінійну форму можна визначити як інтеграл на інтервалі для добутку цих функцій:
{\displaystyle \langle f,g\rangle =\int {\overline {f(x)}}g(x)\,dx.}
Функції {\displaystyle f} та {\displaystyle g} є ортогональними, коли інтеграл рівний нулю, тобто, {\displaystyle \langle f,\,g\rangle =0} при {\displaystyle f\neq g}. Подібно до базису векторів скінченно-вимірного простору, ортогональні функції можуть утворювати нескінченний базис функційного простору.  Описаний інтеграл є аналогом скалярного добутку векторів.

## Тригонометричні функції
Деякі набори ортогональних функцій є стандартним базисом для апроксимації функцій.
Наприклад, функції sin nx та sin mx є ортогональними на інтервалі {\displaystyle x\in (-\pi ,\pi )} для {\displaystyle m\neq n}, де n та m є натуральними числами. Тоді
{\displaystyle 2\sin \left(mx\right)\sin \left(nx\right)=\cos \left(\left(m-n\right)x\right)-\cos \left(\left(m+n\right)x\right),}
тому інтеграл добутку двох синусів рівний нулю. Разом із функціями косинус, ці ортогональні функції можуть бути звбрані в тригонометричний многочлен, щоб апроксимувати задану функцію на інтервалі своїм рядом Фур'є.

## Многочлени
Якщо для послідовності многочленів {\displaystyle \left\{1,x,x^{2},\dots \right\}} на ітервалі {\displaystyle [-1,1]} застосувати процес Грама — Шмідта, то отримаємо Поліноми Лежандра. Ще одним прикладом ортогональних поліномів є Приєднані функції Лежандра.
Для ортогоналізації, вагова функція {\displaystyle w(x)} може вставлятись в таку білінійну форму:
{\displaystyle \langle f,g\rangle =\int w(x)f(x)g(x)\,dx.}
Поліноми Лаґерра на {\displaystyle (0,\infty )} мають вагову функцію {\displaystyle w(x)=e^{-x}}.
В фізиці та теорії ймовірностей Поліноми Ерміта на {\displaystyle (-\infty ,\infty )}, мають вагові функції {\displaystyle w(x)=e^{-x^{2}}} та {\displaystyle w(x)=e^{-x^{2}/2}}, відповідно.
Поліноми Чебишова визначені на {\displaystyle [-1,1]} мають вагові функції {\textstyle w(x)={\frac {1}{\sqrt {1-x^{2}}}}} та {\textstyle w(x)={\sqrt {1-x^{2}}}}.
Поліноми Зерніке визначені на одиничному крузі мають ортогональність радіальних та кутових частин.

## Функції з бінарним значенням
Функція Уолша and Гаарів вейвлетє прикладами ортогональних функцій з дискретними значеннями.

## Раціональні функції

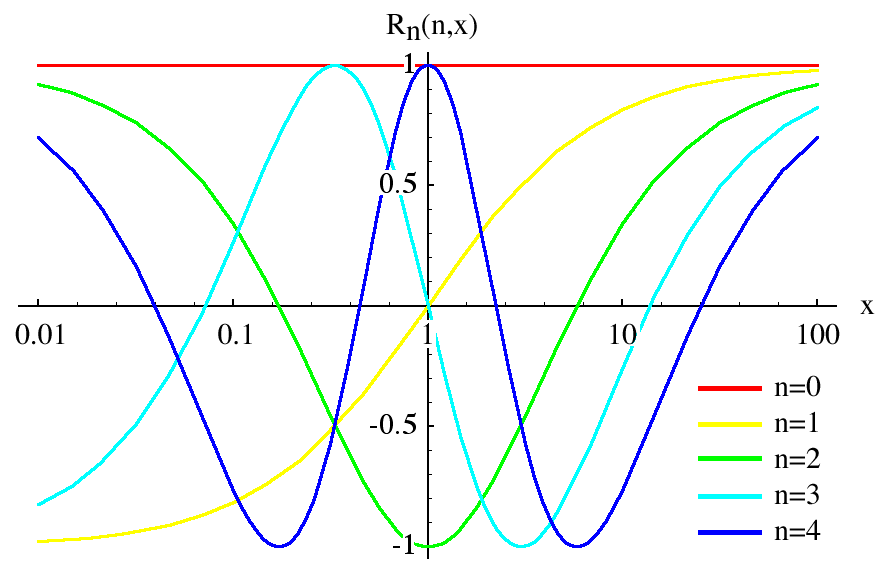
Раціональні функції Чебиреша порядку n=0,1,2,3,4 між x=0.01 та 100.

Поліноми Лежандра та Чебишева є ортогональними системами на інтервалі [−1, 1], але деколи потрібні ортогональні системи на [0, ∞). Тоді застосовують Перетворення Келі, щоб перевести область визначення до [−1, 1]. Так утворюються сімейства раціональних ортогональних функцій, що називаються called раціональні функції Лежандра та  раціональні функції Чебишева.

## Диференціальні рівняння
Розв'язок лінійних диференціальних рівнянь з крайовими умовами є середнє зважене ортогональних розв'язків (a.k.a. власних функцій), тобто це узагальнене перетворення Фур'є.